# Bill Israel
Bill Israel è il terzo album in studio del rapper statunitense Kodak Black, pubblicato nel 2020.

## Tracce
1. Remember The Times – 3:23
2. I Wanna Live – 1:52
3. Eeny, Meeny, Miny, Moe – 3:39
4. Spain (featuring Tory Lanez and Jackboy) – 4:45
5. The Fire – 2:38
6. Pimpin Ain't Eazy – 2:57
7. I Knew It (featuring Gucci Mane and CBE) – 2:13
8. Feeling Myself Today – 3:08
9. Serene – 3:35
10. Make a Hit (featuring Lil Yachty) – 3:31
11. Dummy Green – 2:08